# Экзотические свопы
В начале 2004 года появились новые гибридные производные финансовые инструменты — свопы на дефолт акций (equity default swaps (EDSs)).
EDS — это финансовый инструмент, с помощью которого продавец принимает на себя обязательства компенсировать негативные последствия некоторого заранее оговоренного события (equity event) с базовым активом (например изменение цены акции MSFT до зафиксированного уровня triggering price), в обмен на премию, которая выплачивается покупателем по расписанию в течение срока действия контракта.
Например, EDS может обеспечить защиту в случае падения цены акции на 30 % от её величины в начале заключения договора.
EDS — это соглашение между двумя сторонами, в котором длинная сторона (покупатель EDS) платит короткой периодические платежи (на протяжении всего действия EDS контракта) до момента наступления equity event, короткая же сторона (продавец EDS) платит в момент наступления события. Обычно EDS контракт завершается по наступлении события либо по истечении срока контракта.
EDS контракты похожи на CDS контракты, с той разницей что в случае CDS событие всегда дефолт эмитента, а базовый актив всегда кредит.
EDS схож с американским бинарным опционом (бинарный, поскольку имеет только два состояния для выплаты — сумма опциона заранее фиксирована и не зависит от того, насколько ниже барьера опустилась цена акции), но идеология платежей длинной стороны здесь другая: платёж не разовый, как за опцион, вначале, а регулярный (до момента наступления выплаты короткой стороны или истечения срока действия договора).